# Ritchiea wittei
Ritchiea wittei är en kaprisväxtart som beskrevs av Ernst Wilczek. Ritchiea wittei ingår i släktet Ritchiea och familjen kaprisväxter. Inga underarter finns listade i Catalogue of Life.